# Soledad López Fernández
Soledad López Fernández (Granada, 26 de febrer de 1959) és una inspectora de treball d'Espanya que ha ocupat diversos alts càrrecs a l'Administració espanyola.
Va ser Sotssecretària del Ministeri de la Presidència d'Espanya des del 30 d'octubre de 2010, fins a l'arribada de Mariano Rajoy al Govern d'Espanya fou succeïda en el càrrec per Jaime Pérez Renovales aquest any 2011.
Llicenciada en Dret per la Universitat de Granada, pertany al Cos Superior d'Inspectors de Treball i Seguretat Social. Ha estat assessora tècnica a l'Àrea de Treball del Defensor del Poble i Inspectora de Treball a Las Palmas. En 1989 va ser nomenada sotsdirectora general Cap del Gabinet Tècnic del Sotssecretari del Ministeri de Relacions amb les Corts i Secretaria del Govern i, posteriorment, directora del Gabinet de la Ministra d'Assumptes Socials. En 1996 va passar a ocupar el lloc de consellera laboral i d'assumptes socials en les ambaixades d'Espanya i Cuba, i des de 1998 era inspectora de Treball i Seguretat Social en la Inspecció Provincial de Madrid. A l'abril de 2004 va ser nomenada sotssecretària de Ministeri de l'Interior; a l'abril de 2006, sotssecretària del Ministeri de Defensa, i a l'abril de 2007, Secretària d'Estat de Defensa. Des de setembre de 2008 fins a octubre de 2010 va ser presidenta de la Societat Estatal de Commemoracions Culturals. Posteriorment ha estat membre del Consell Consultiu d'Andalusia.